# Kirchenregion Piemont
Die Kirchenregion Piemont (ital. Regione ecclesiastica Piemonte) ist eine der 16 Kirchenregionen der römisch-katholischen Kirche in Italien. Sie umfasst zwei Kirchenprovinzen mit insgesamt 17 Diözesen.
Territorial erstreckt sich die Kirchenregion Piemont über die zwei italienischen Regionen Piemont und Aostatal.
Die Kirchenregion Piemont ist in zwei Kirchenprovinzen aufgeteilt:

## Kirchenprovinz Turin
- Erzbistum Turin

1. Bistum Acqui
2. Bistum Alba
3. Bistum Aosta
4. Bistum Asti
5. Bistum Cuneo-Fossano
6. Bistum Ivrea
7. Bistum Mondovì
8. Bistum Pinerolo
9. Bistum Saluzzo
10. Bistum Susa

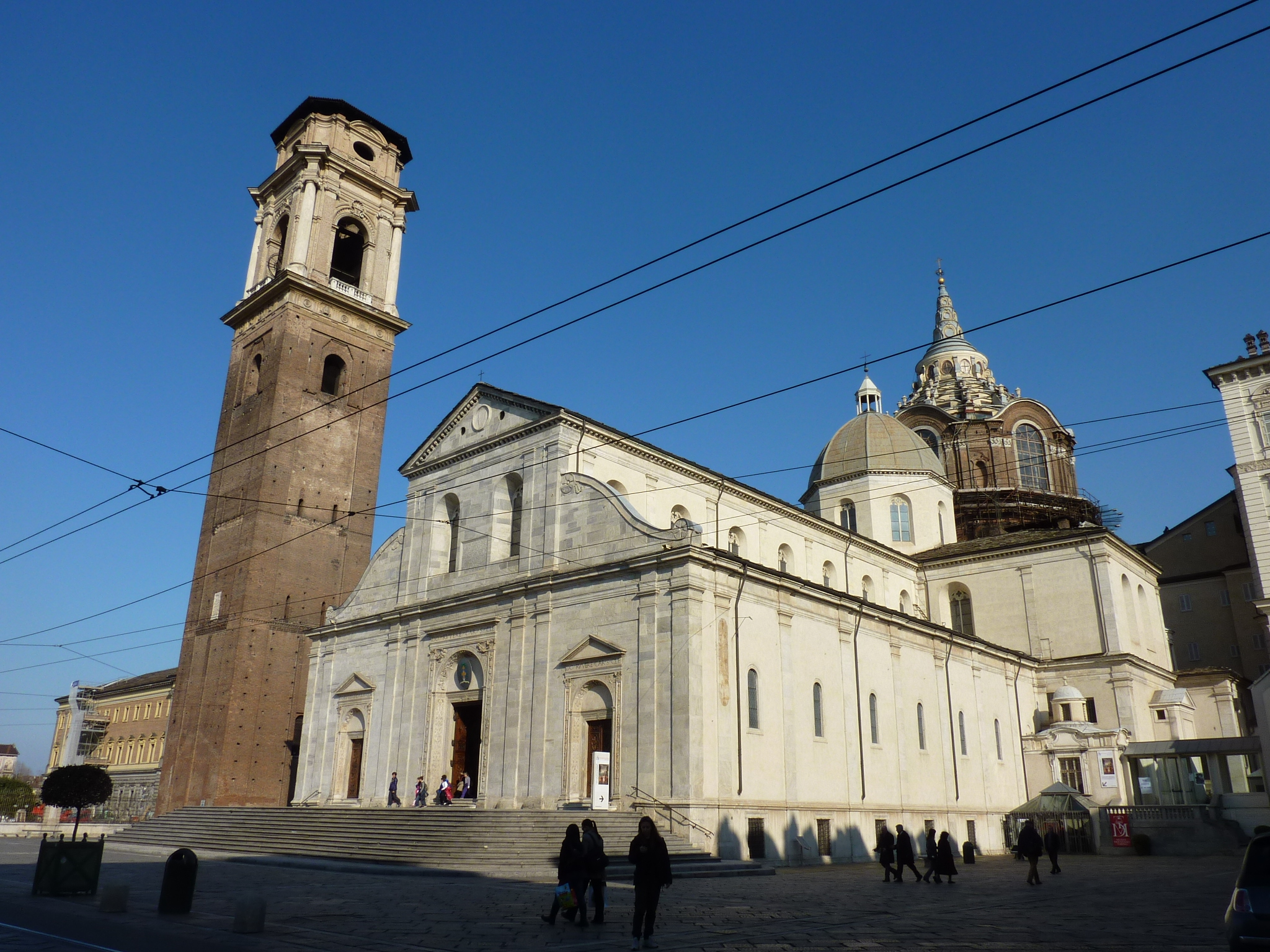
Der Dom in Turin,
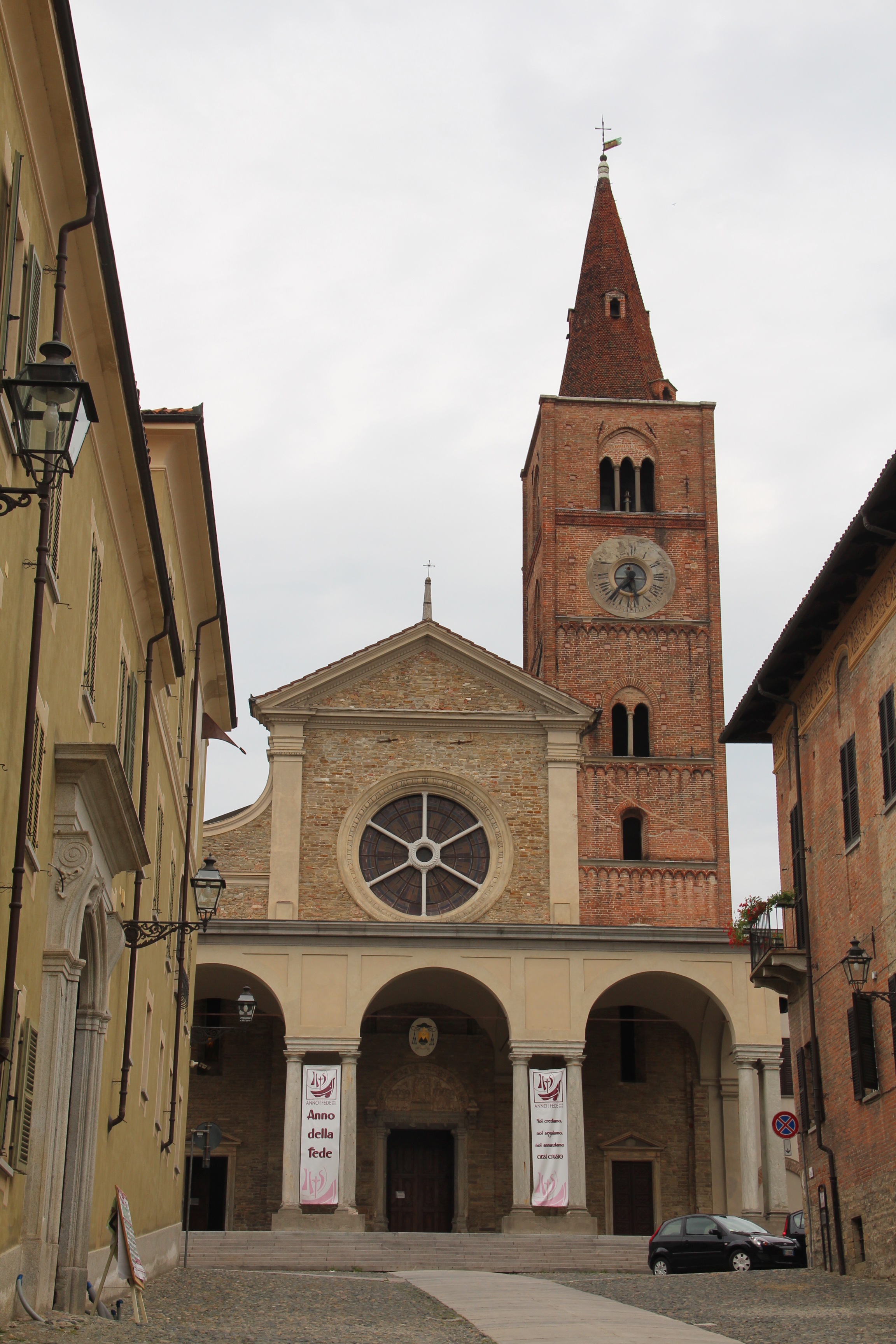
… Acqui Terme,
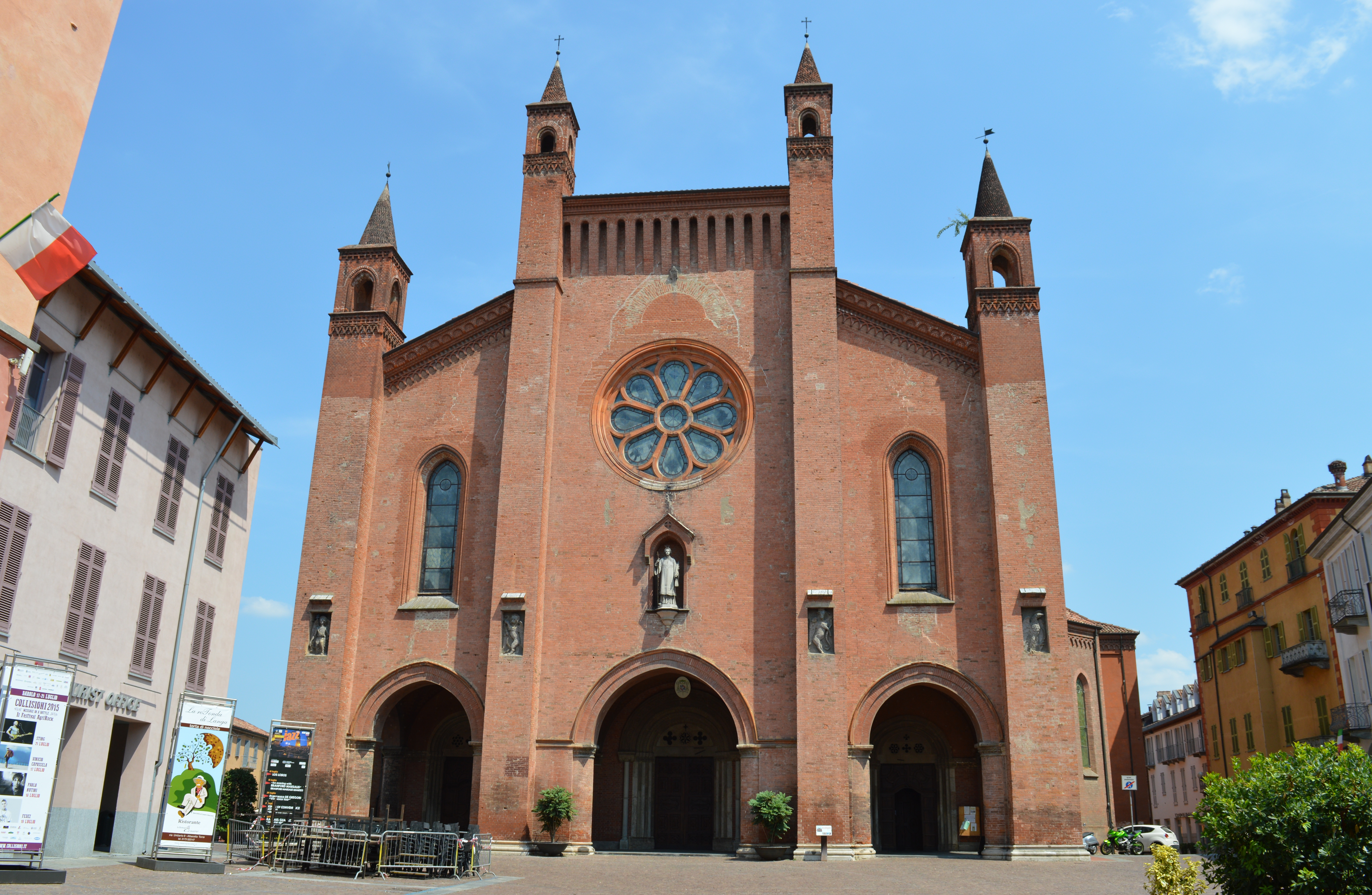
… Alba,
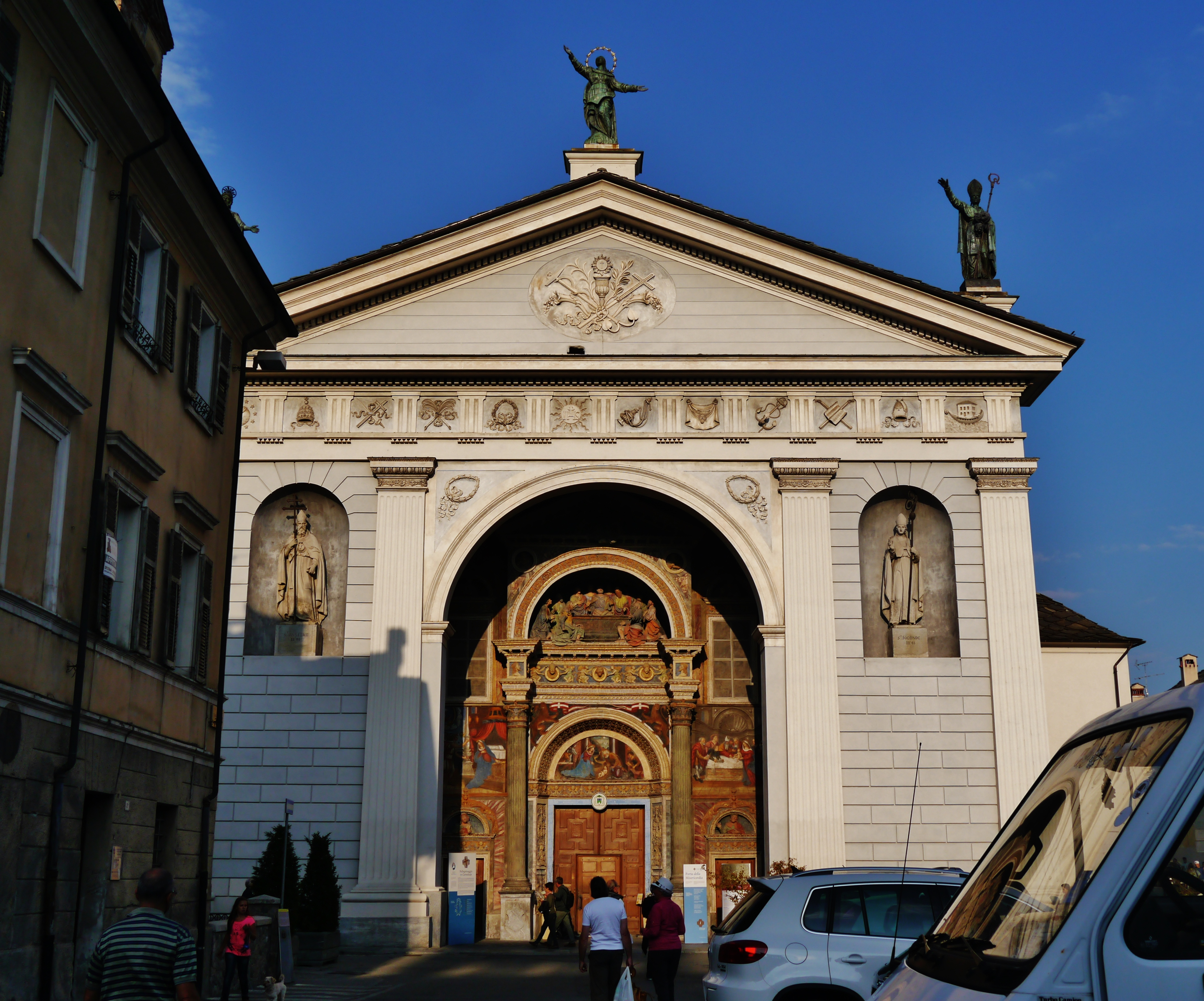
… Aosta,
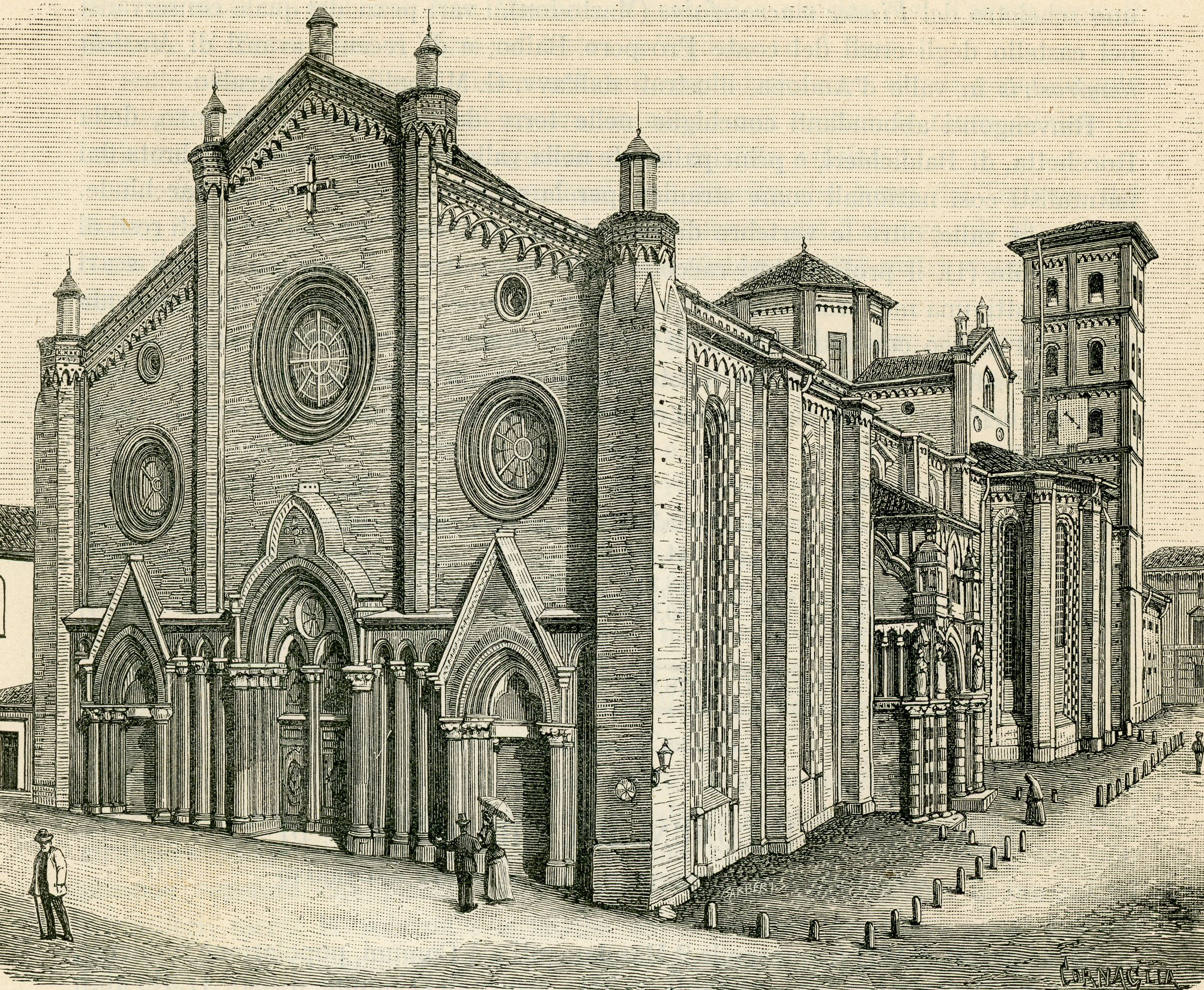
… Asti,
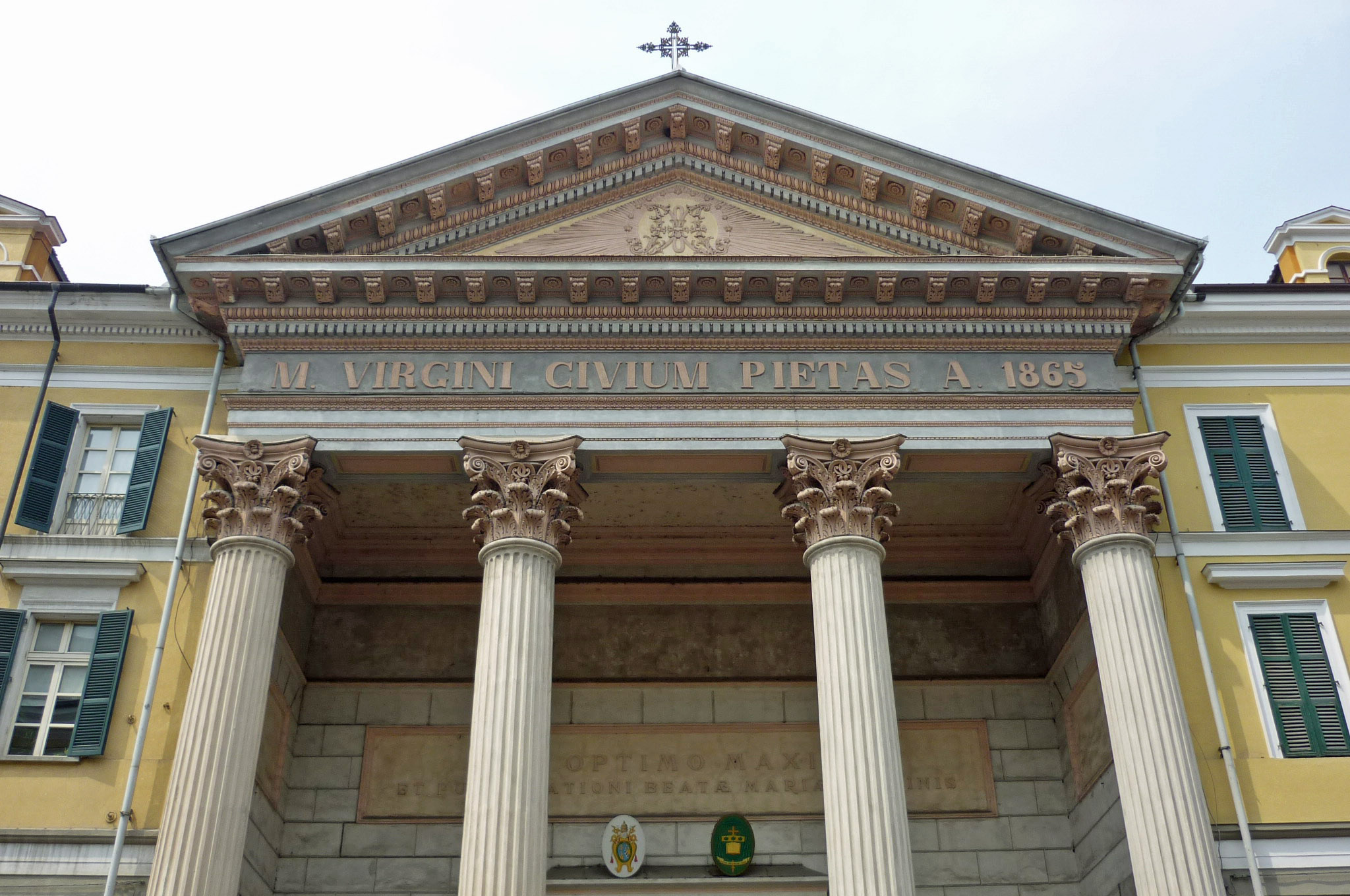
… Cuneo,
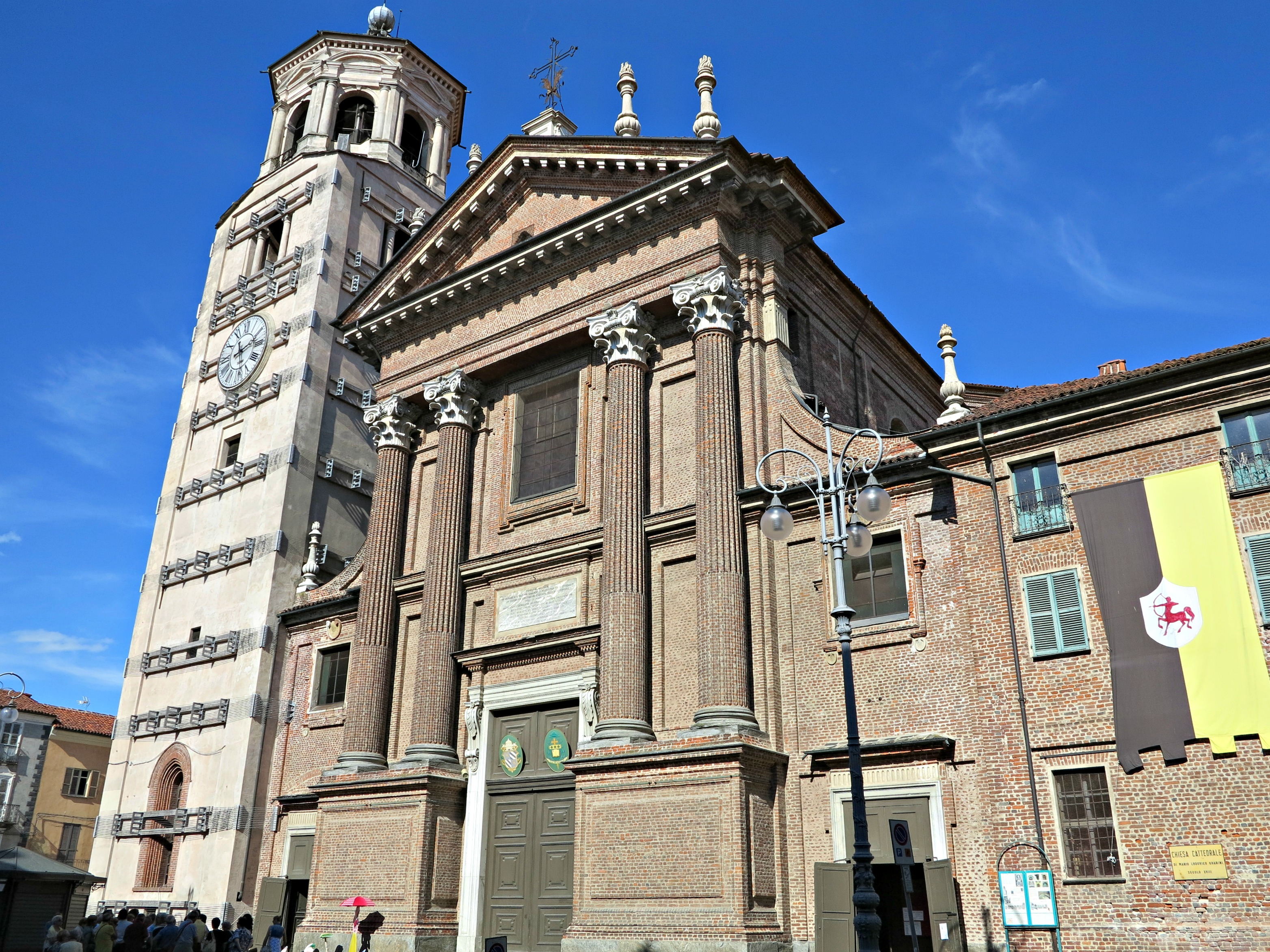
… Fossano,
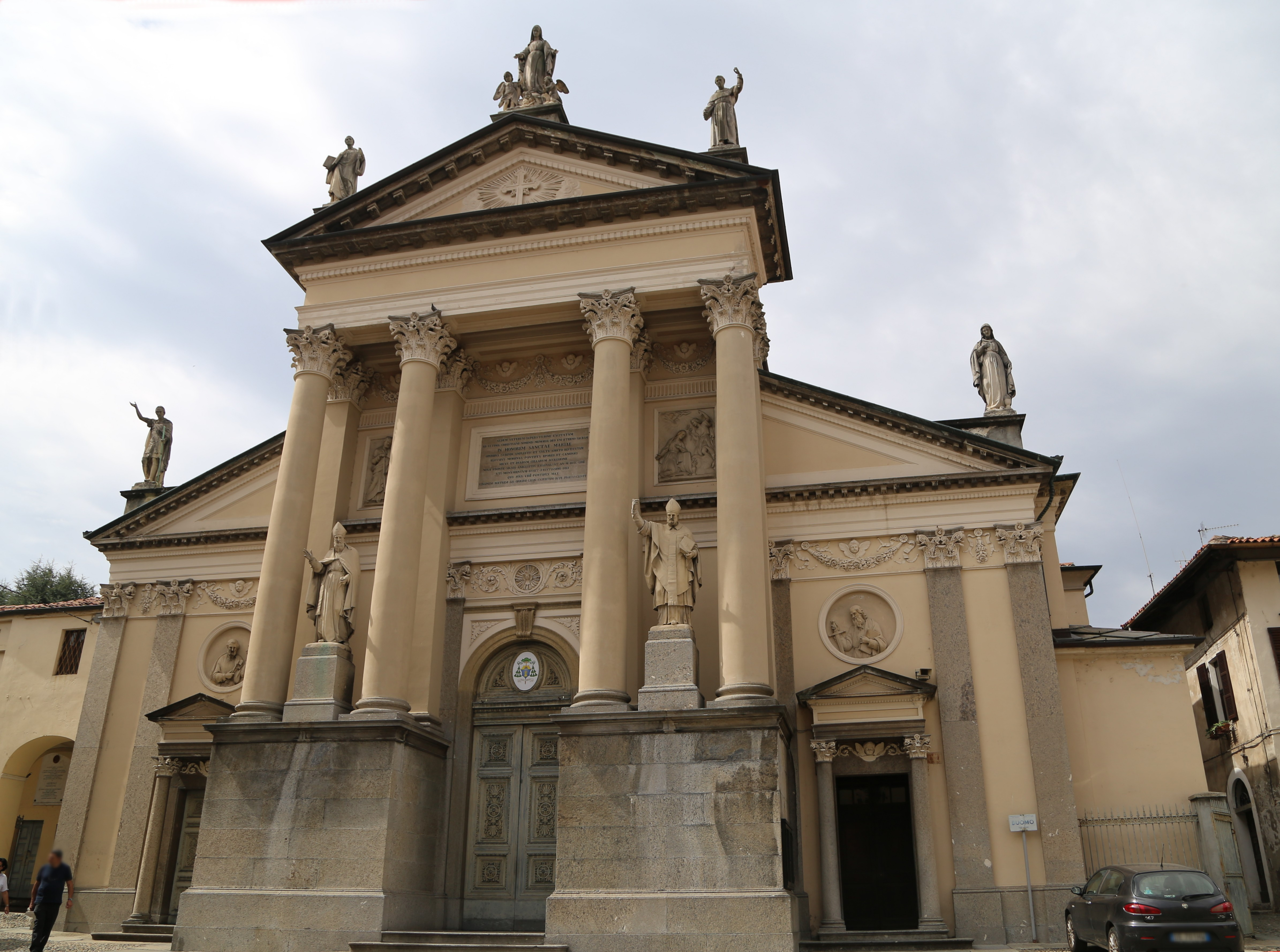
… Ivrea,
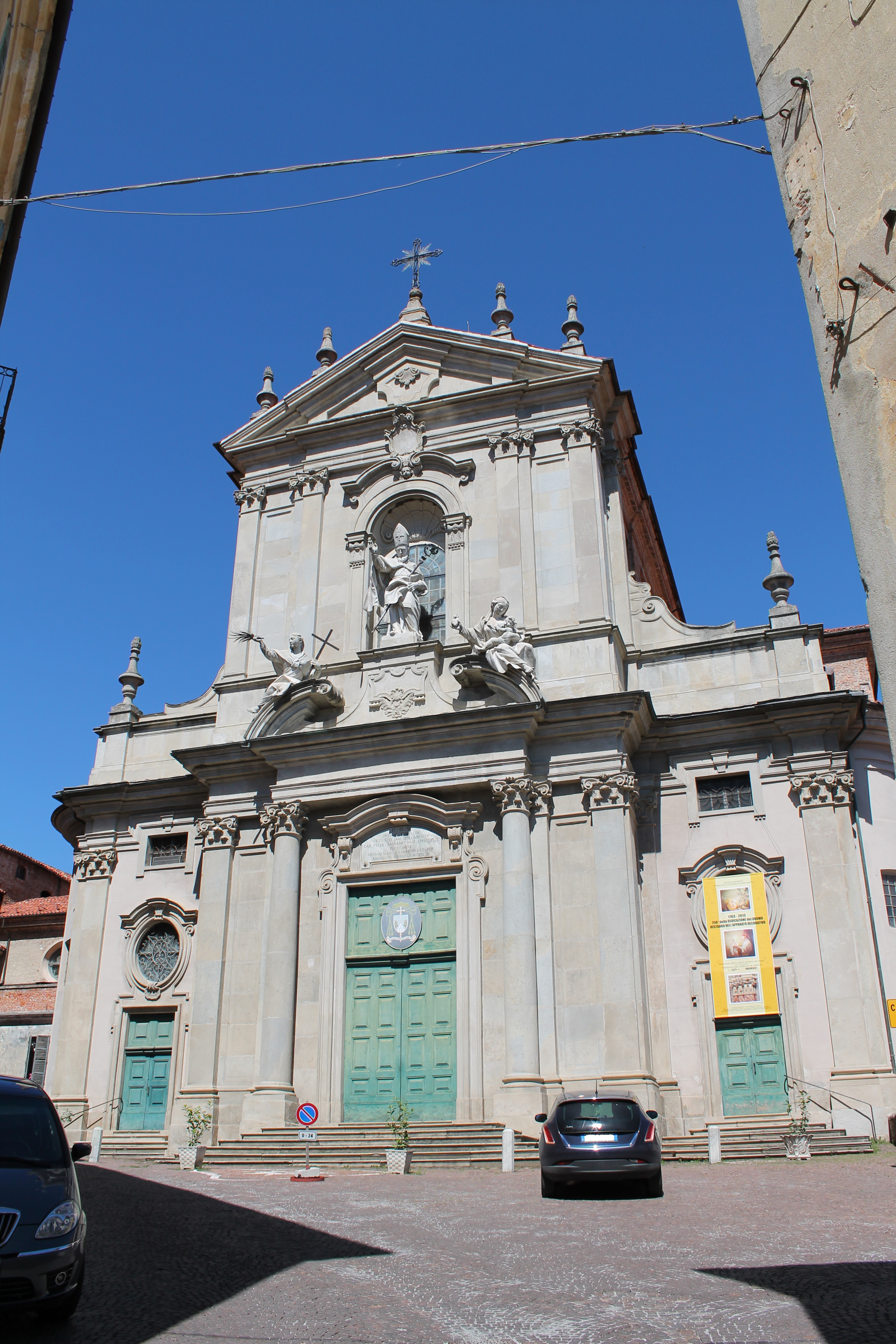
… Mondovì,
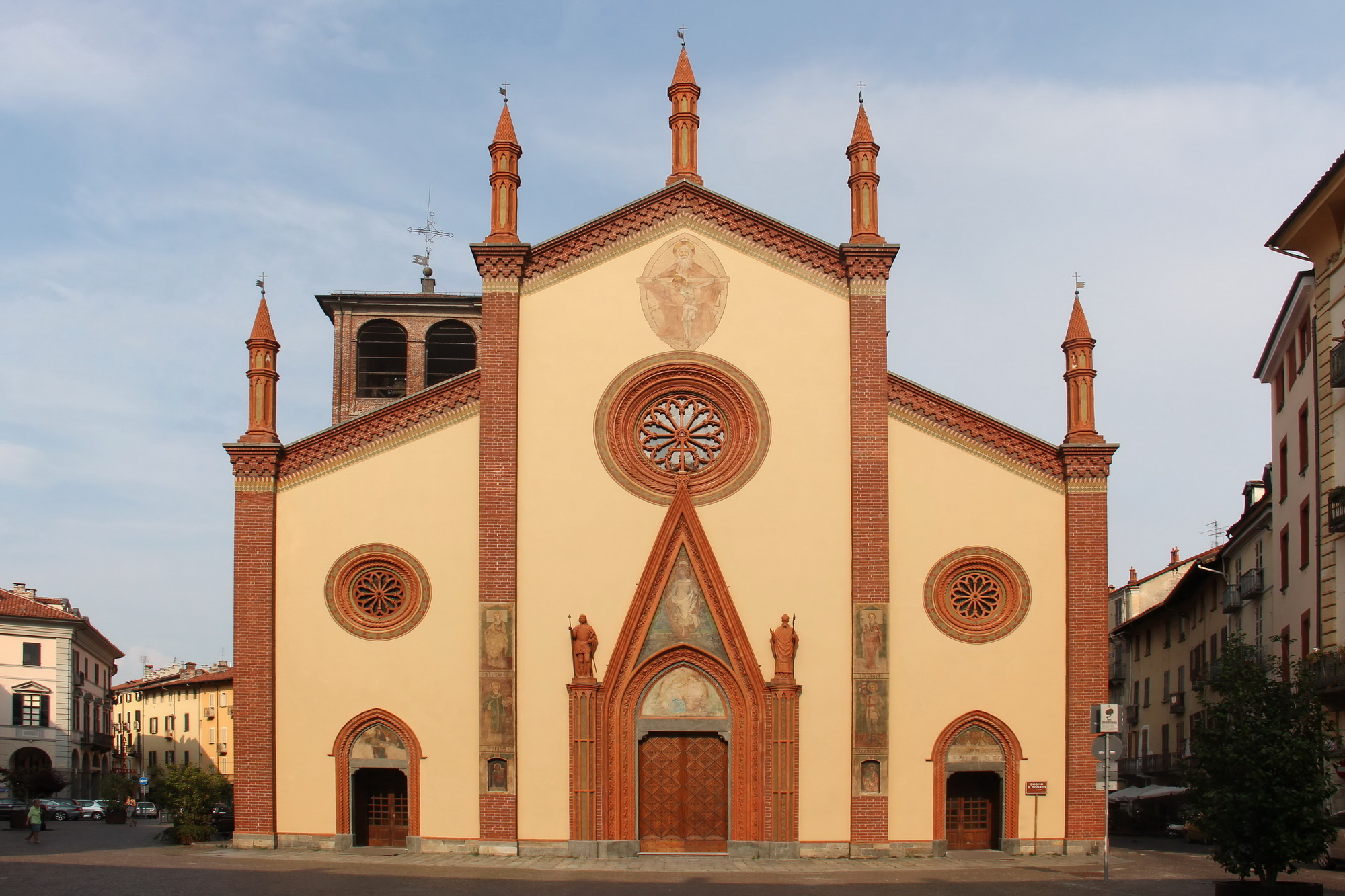
… Pinerolo,
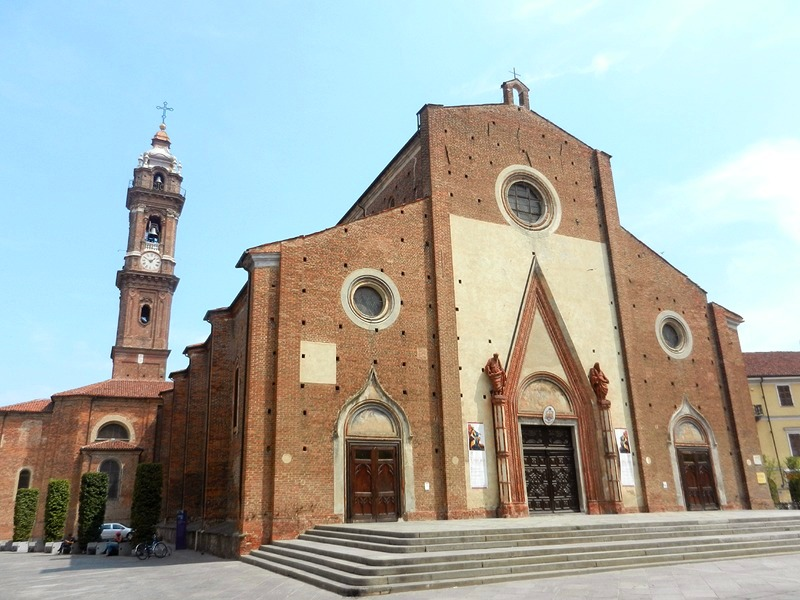
… Saluzzo
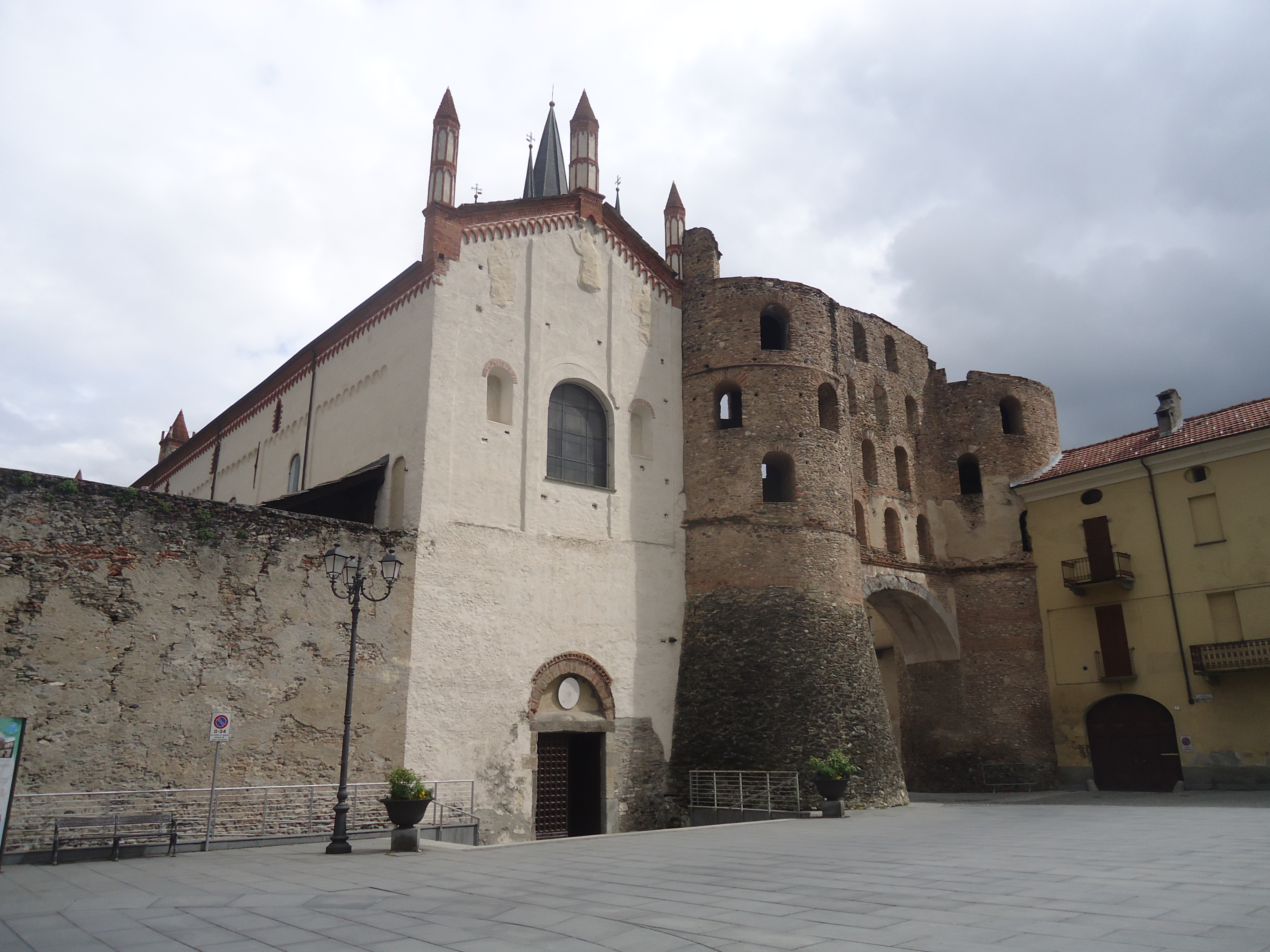
… und Susa.

## Kirchenprovinz Vercelli
- Erzbistum Vercelli

1. Bistum Alessandria
2. Bistum Biella
3. Bistum Casale Monferrato
4. Bistum Novara

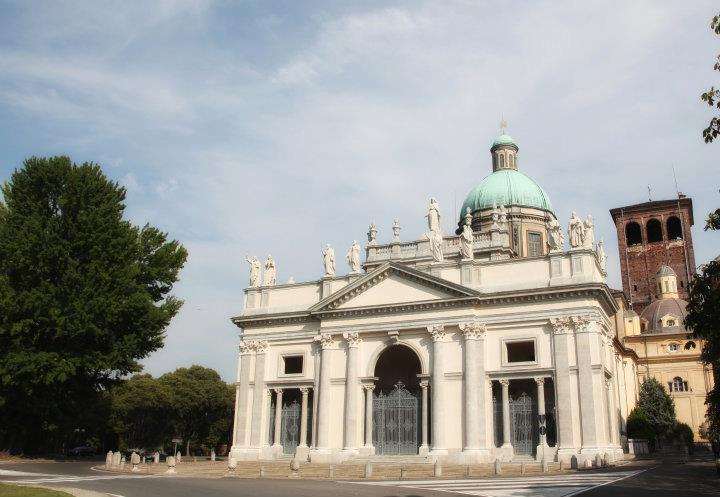
Der Dom in Vercelli,
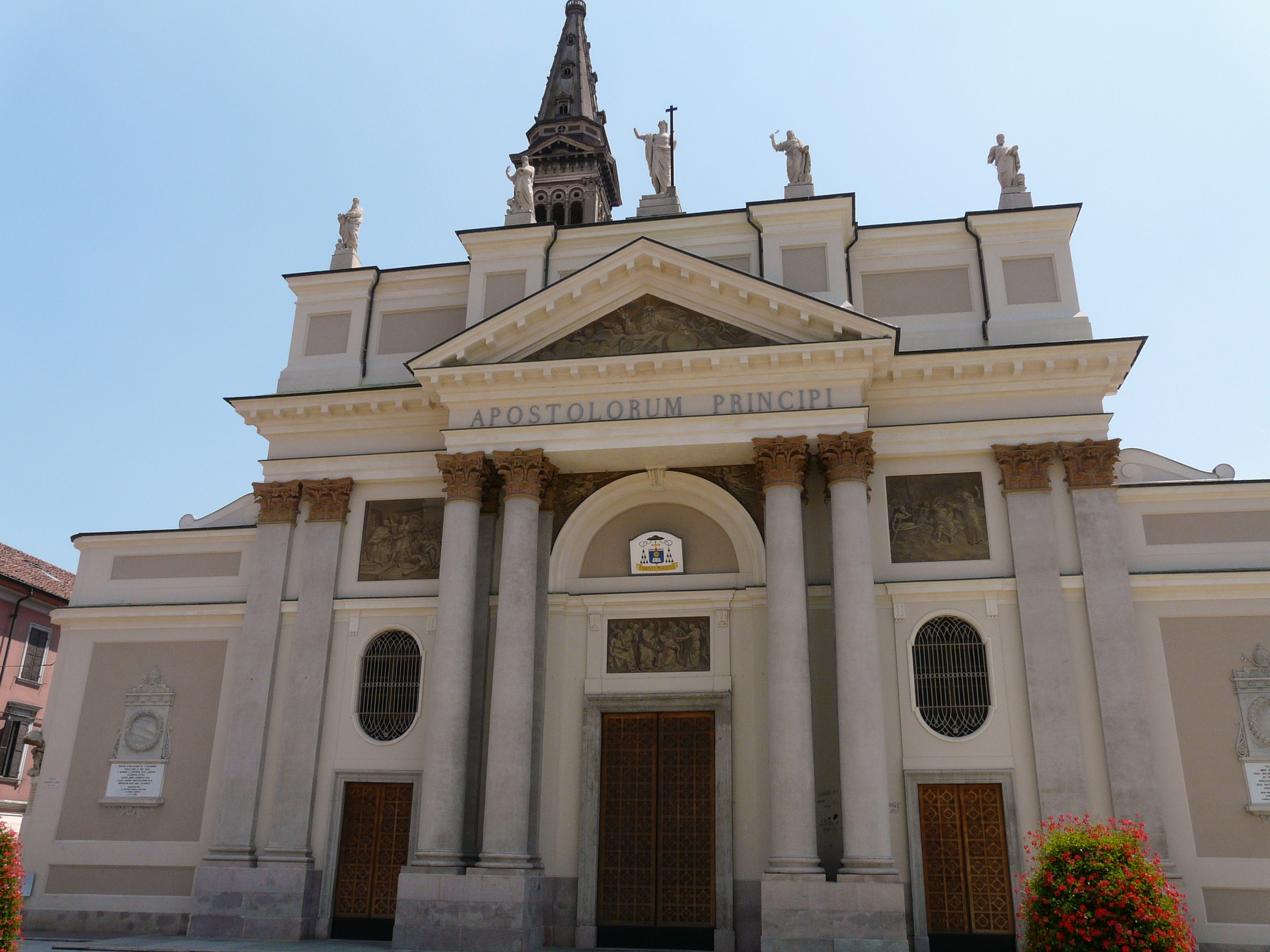
… Alessandria,
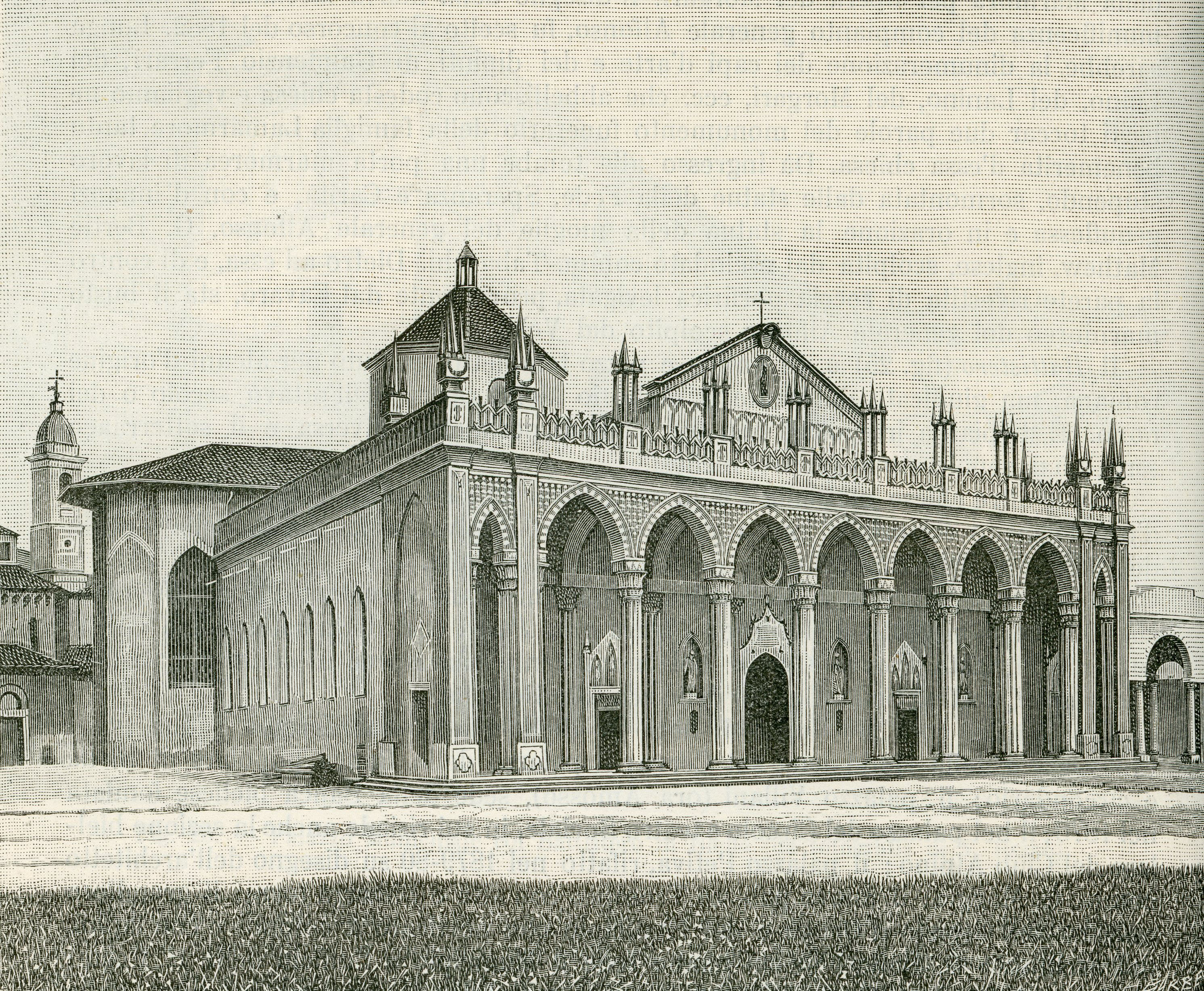
… Biella,
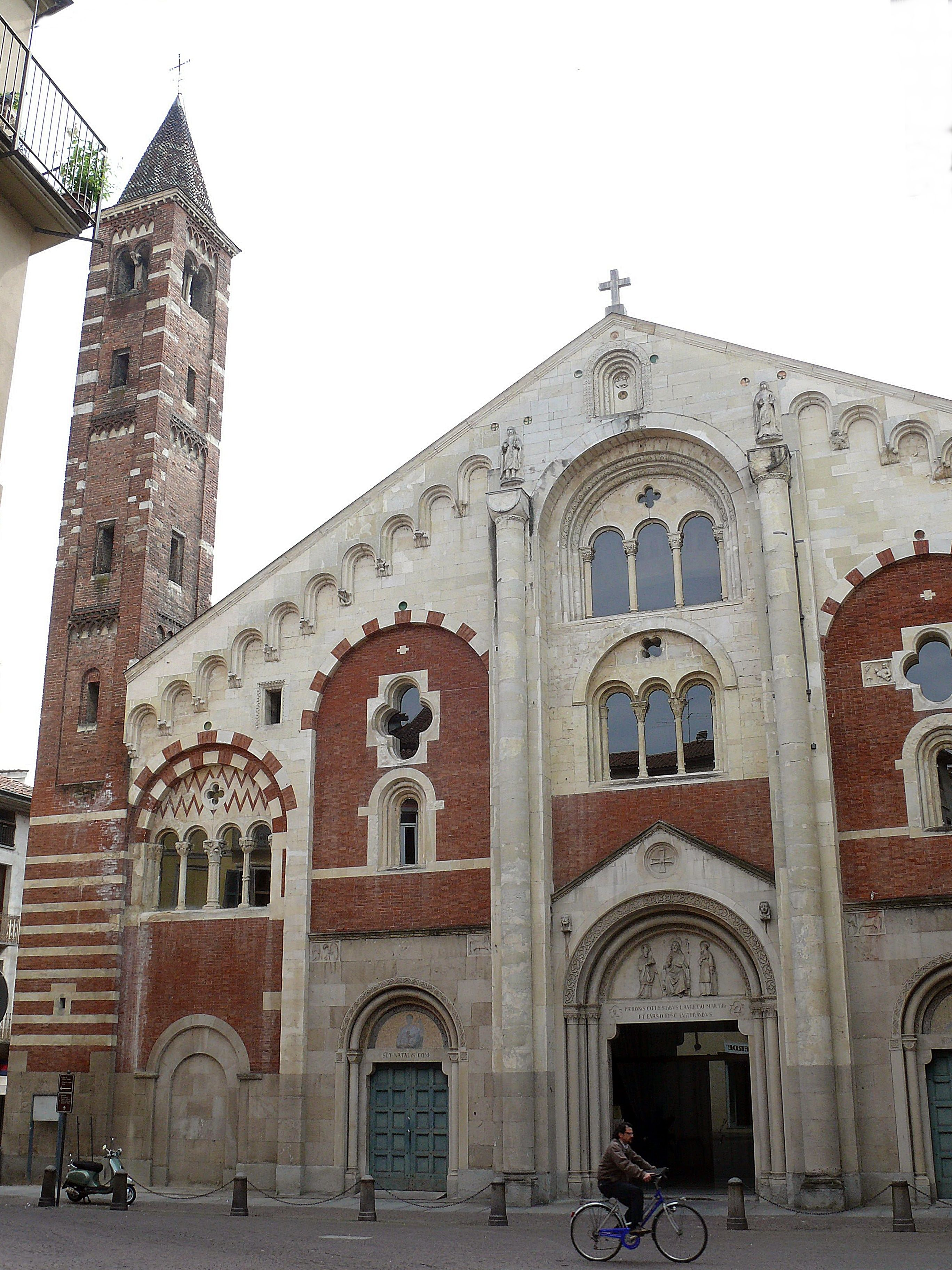
… Casale Monferrato
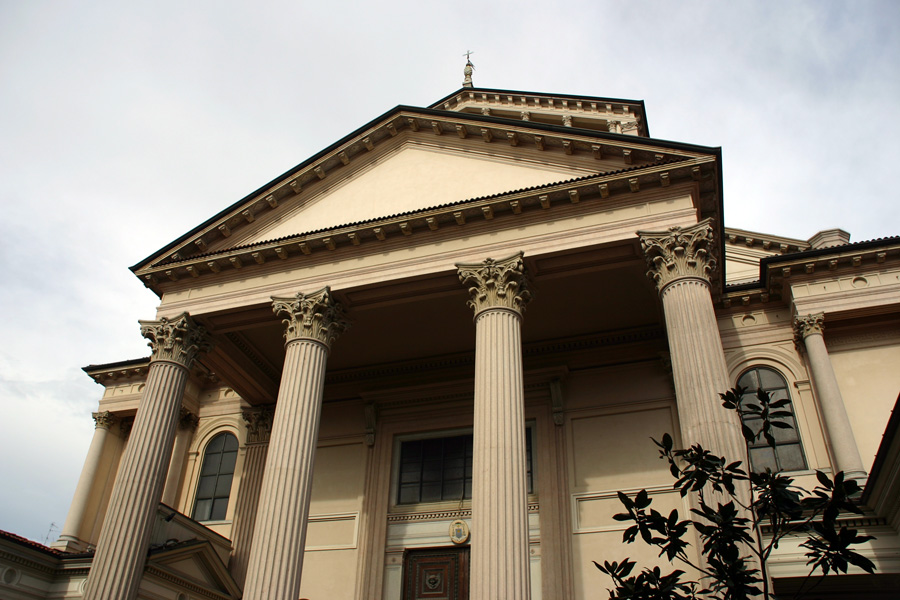
… und Novara.